# Amèlia Riera Toyos
Amèlia Riera Toyos (Barcelona, 1928-ib., 28 de diciembre de 2019) fue una pintora y grabadora española. Fue fundadora del Ciclo de Arte de Hoy (1962) y de las Muestras del Arte Nuevo (1964). Frente a la abstracción informal dominante en su tiempo, creó un mundo personal, misterioso e inquietante, de carácter surrealista y mirada pop desde la perspectiva de género, reivindicación en la cual fue una pionera de su generación. En 2015 fue galardonada con el Premio Nacional de Cultura de Cataluña, y en 2016 fue elegida académica de honor de la Real Academia Catalana de Bellas Artes de San Jorge.
El 2018 cedió una parte de su fondo de estampas y matrices calcográficas a la Biblioteca de Cataluña.
Falleció el 28 de diciembre de 2019 en Barcelona a los noventa y un años.